# Explorer 29
Explorer 29 (còn gọi là GEOS 1 hoặc GEOS A, viết tắt của Geodetic Earth Orbiting Satellite) là một vệ tinh được Mỹ phóng lên quỹ đạo như một phần của chương trình Explorers, là vệ tinh đầu tiên trong hai vệ tinh GEOS. Explorer 29 được phóng vào ngày 6 tháng 11 năm 1965 từ Mũi Canaveral, Florida, Hoa Kỳ, với tên lửa Delta.
Explorer 29 là một vệ tinh dùng năng lượng mặt trời, có gradient ổn định, được thiết kế dành riêng cho các nghiên cứu trắc địa. Đây là tàu vũ trụ hoạt động thành công đầu tiên của Chương trình Vệ tinh Địa lý Quốc gia. Thiết bị bao gồm: Hệ thống đèn hiệu quang, Laser theo dõi phản xạ, Hệ thống Doppler Radio, Bộ thu phát dải SECOR và Radio Range / Hệ thống Rate
Chúng được thiết kế để hoạt động đồng thời để thực hiện các mục tiêu định vị các điểm quan trắc (các trạm điều khiển trắc địa) trong hệ tọa độ trung tâm khối lượng 3 chiều trong vòng 10 mét (33 ft), xác định cấu trúc của trường lực hấp dẫn không đều của Trái Đất và tinh chỉnh các vị trí và độ lớn của các dị thường trọng lực lớn và so sánh kết quả của các hệ thống khác nhau trên tàu vũ trụ để xác định hệ thống chính xác và đáng tin cậy nhất.
Việc thu thập và ghi lại dữ liệu là trách nhiệm của Mạng theo dõi không gian GSFC và Mạng thu thập dữ liệu (STADAN). Mười mạng quan sát chính đã được sử dụng.